# Halosauropsis macrochir
Halosauropsis macrochir – gatunek morskiej ryby łuskaczokształtnej z rodziny Halosauridae, jedyny przedstawiciel rodzaju Halosauropsis. 

## Występowanie
Wody oceaniczne niemal całego świata, na głębokościach od 1100–3300 m.

### Opis
Osiąga do 90 cm długości. Żywi się wieloszczetami, skorupiakami i szkarłupniami.